# 徐永宣
徐永宣（1674年—1735年），字學人，又字辛齋，號荼坪。江蘇省常州府武進縣（今屬常州市）人，清朝文學家、詩人。

## 生平
康熙三十八年（1699年）己卯鄉試舉人。
康熙三十九年（1700年）庚辰科第三甲第七名同進士出身。授戶部主事。
澹於仕途，不赴任。家居數十年，致力作詩、古文，與尚書王士禛、檢討朱彝尊互相較量。大學士熊賜履將徐永宣詩文進呈，康熙帝召其進京供職，徐永宣不赴任，卒。徐永宣有園邸名「雲溪草堂」，王翬為其畫〈雲溪草堂圖〉，上有王士禛、宋犖、朱彝尊、陳鵬年、張大受、查慎行、顧嗣立、吳之振、汪繹、楊椿等諸人題跋，可見其交遊對象。

## 著作
- 《荼坪詩鈔》十卷
- 《雲溪草堂詩》
- 輯《清暉贈言》十卷
- 輯《毗陵六逸詩鈔》二十四卷